# Municipio de San Juan del Río (Durango)
El Municipio de San Juan del Río es uno de los 39 municipios en que se encuentra dividido el estado mexicano de Durango, su cabecera es la población de San Juan del Río del Centauro del Norte, llamada así en honor de Francisco Villa, nativo del municipio.

## Geografía
El municipio de San Juan del Río se encuentra ubicado en el centro del estado de Durango, tiene una extensión territorial de 1 279 kilómetros cuadrados que representan el 1.06 % del territorio estatal, siendo sus coordenadas extremas 24° 33' - 25° 02' de latitud norte y 104° 15' - 104° 43' de longitud oeste, su altitud fluctúa entre 1400 y 2500 metros sobre el nivel del mar.
Limita al norte con el municipio de Rodeo, al noreste con el municipio de Nazas, el este con el municipio de Peñón Blanco, al sureste con el municipio de Pánuco de Coronado, al suroeste con el municipio de Canatlán y al oeste con el municipio de Coneto de Comonfort.

## Demografía
De acuerdo a los resultados del Censo de Población y Vivienda realizado en 2010 por el Instituto Nacional de Estadística y Geografía, el municipio de San Juan del Río tiene una población total de 11 855 habitantes, de los cuales 5851 son hombres y 6004 son mujeres.

### Localidades
En el censo de 2020 el municipio de San Juan del Río contaba con 61 localidades.
| Código INEGI      | Localidad                               | Población (2020) |
| ----------------- | --------------------------------------- | ---------------- |
| 100280001         | San Juan del Río del Centauro del Norte | 3 161            |
| 100280015         | Diez de Octubre                         | 1 445            |
| Otras localidades | Otras localidades                       | 7 407            |
| Total municipal   | Total municipal                         | 12 013           |

## Política
El gobierno del municipio es ejercido por el Ayuntamiento, este está conformado por el presidente municipal, un síndico y el cabildo, integrado a su vez por siete regidores, el Ayuntamiento es electo mediante planilla para un periodo de tres años, y no es renovable para el período inmediato, pero sí de manera no continua, entra a ejercer su periodo el día 1 de septiembre del año de la elección.

### Subdivisión administrativa
La subdivisión del municipio se da en dos niveles, existiendo las Juntas Municipales y las Jefaturas de cuartel, ambas autoridades son electas mediante Asambleas Comunitarias para el mismo periodo de tres años que el Ayuntamiento. Las juntas municipales son tres, ubicadas en los poblados de mayor importancia que son Diez de Octubre (San Lucas de Ocampo), Francisco Primo Verdad (Menores de Abajo) y Sauz de Abajo.

### Representación legislativa
Para la elección de diputados federales a la Cámara de Diputados de México y de diputados locales al Congreso de Durango, el municipio de San Juan del Río se encuentra integrado en los siguientes distritos electorales:
Local:
- XVI Distrito Electoral Local de Durango con cabecera en Ciudad Canatlán.[8]

Federal:
- III Distrito Electoral Federal de Durango con cabecera en la ciudad de Guadalupe Victoria.[9]

### Presidentes municipales
- (1946-1949): Aurelio Olvera
- (1950-1953): Jesús Jiménez
- (1953-1956): José Sacramento Gallegos
- (1956-1959): Francisco Terraza
- (1959-1962): José Ramón García
- (1962-1965): Santiago Morales Martínez
- (1965-1968): José Jiménez González
- (1968-1971): Miguel Martínez
- (1971-1974): Antonio Villarreal
- (1974-1977): Profra. María Candelaria Silerio A.
- (1977-1980): Jesús J. Mendoza Raymundo
- (1980-1983): Profr. Javier Jiménez Martínez
- (1983-1986): Profr. Ramón Martínez
- (1986-1989): Juan Pérez Rentería
- (1989-1992): Cándido Martínez
- (1992-1994): Ing. Rubén Escajeda Jiménez
- (1994-1995): Profr. Ignacio Piña Monsiváis
- (1995-1998): José Ángel Ponce Olivas
- (1998-2001): Juan Marcelino Martínez Freyre
- (2001-2004): Ing. Víctor Hugo Ramírez Ramírez
- (2004-2007): Luis Alonso Villarreal Jiménez
- (2007-2010): Profr. Eduardo Gándara Varela
- (2010-2013): Héctor Manuel Reyes Cháirez
- (2013-2016): José Rolando Villarreal Vargas
- (2016-2019): Ing. Víctor Hugo Ramírez Ramírez
- (2019-2022): Lic. Jaime Escajeda Martínez